# Маунтін-В'ю
Ма́унтін-В'ю (англ. Mountain View, букв. гірський вид) — місто (англ. city) в окрузі Санта-Клара, штат Каліфорнія, США. Населення — 82 376 осіб (2020). Отримало назву завдяки видам на гори Санта-Круз.
Завдяки корпорації Google мешканці міста користуються безплатним радіо-доступом до Інтернету.

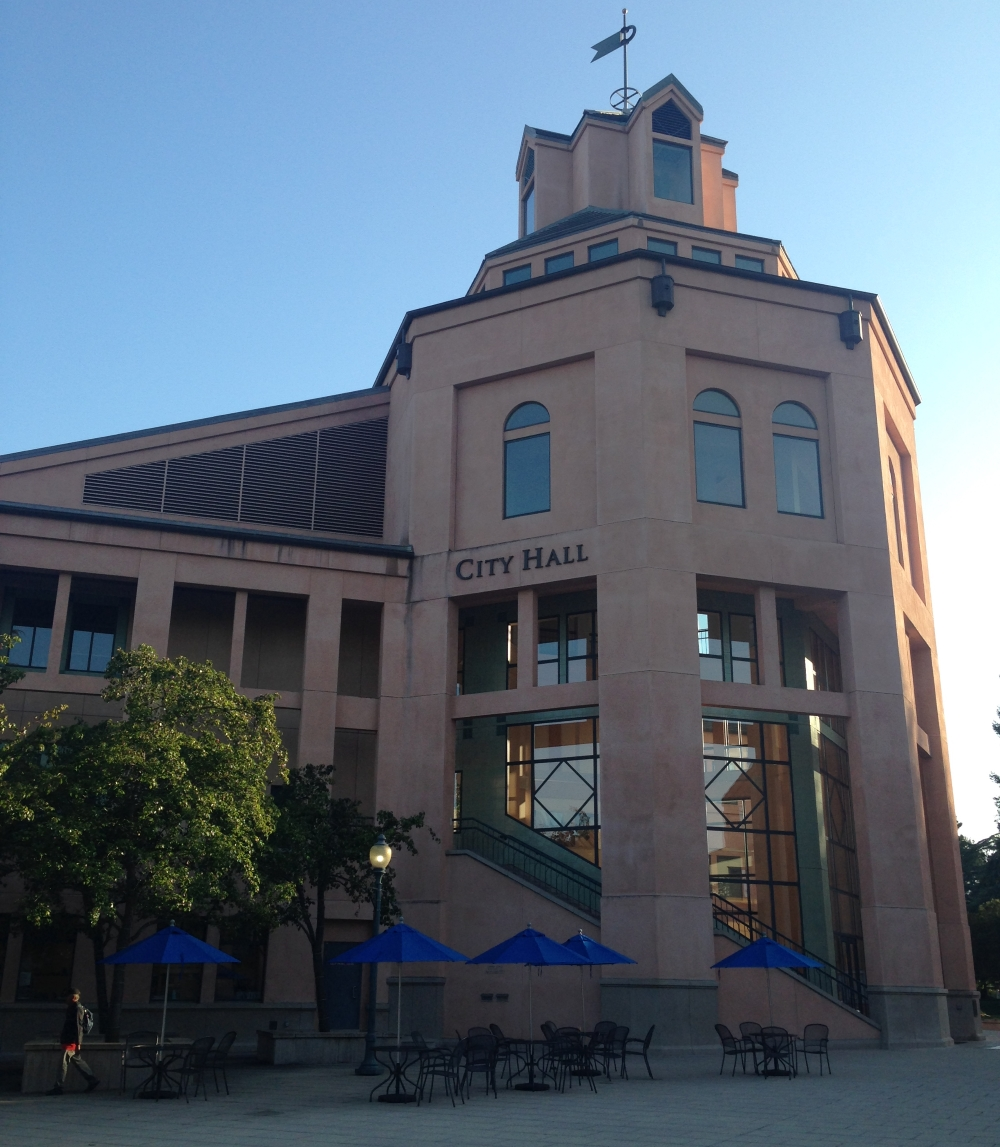
Ратуша міста Маунтін-В'ю

## Географія
Маунтін-В'ю розташований за координатами 37°23′58″ пн. ш. 122°4′46″ зх. д. / 37.39944° пн. ш. 122.07944° зх. д. (37.399364, -122.079517). За даними Бюро перепису населення США в 2010 році місто мало площу 31,79 км², з яких 31,07 км² — суходіл та 0,72 км² — водойми.
Місто розташоване в Кремнієвій долині, світовому центрі високих технологій, та межує з містами Пало-Альто, Лос-Алтос і Саннівейл.

### Клімат
Клімат міста теплий середземноморський з теплим сухим літом і м'якою дощовою зимою.
| Клімат : Маунтін-В'ю    | Клімат : Маунтін-В'ю | Клімат : Маунтін-В'ю | Клімат : Маунтін-В'ю | Клімат : Маунтін-В'ю | Клімат : Маунтін-В'ю | Клімат : Маунтін-В'ю | Клімат : Маунтін-В'ю | Клімат : Маунтін-В'ю | Клімат : Маунтін-В'ю | Клімат : Маунтін-В'ю | Клімат : Маунтін-В'ю | Клімат : Маунтін-В'ю | Клімат : Маунтін-В'ю |
| Показник                | Січ.                 | Лют.                 | Бер.                 | Квіт.                | Трав.                | Черв.                | Лип.                 | Серп.                | Вер.                 | Жовт.                | Лист.                | Груд.                | Рік                  |
| Абсолютний максимум, °C | 23,9                 | 28,9                 | 29,4                 | 36,7                 | 37,8                 | 41,7                 | 40,6                 | 38,3                 | 40,6                 | 37,8                 | 31,7                 | 23,9                 | 41,7                 |
| Середній максимум, °C   | 15,1                 | 16,9                 | 18,8                 | 21,2                 | 23,6                 | 25,7                 | 26,8                 | 26,3                 | 26,7                 | 23,6                 | 18,5                 | 14,8                 | 21,5                 |
| Середній мінімум, °C    | 4,1                  | 5,2                  | 6,3                  | 7,3                  | 9,5                  | 11,3                 | 12,9                 | 13,1                 | 11,6                 | 9,1                  | 5,7                  | 3,5                  | 8,3                  |
| Абсолютний мінімум, °C  | −6,1                 | −6,7                 | −5,6                 | −0,6                 | 0,6                  | 4,4                  | 6,1                  | 6,7                  | 2,8                  | 1,1                  | −3,3                 | −6,7                 | −6,7                 |
| Норма опадів, мм        | 78                   | 84                   | 63                   | 25                   | 12                   | 2                    | 0                    | 1                    | 4                    | 19                   | 50                   | 75                   | 413                  |
| Днів з опадами          | 10                   | 10,5                 | 9,6                  | 5,2                  | 2,6                  | 0,7                  | 0,2                  | 0,2                  | 1,5                  | 4,1                  | 8,3                  | 11,1                 | 63,9                 |
| ----------------------- | -------------------- | -------------------- | -------------------- | -------------------- | -------------------- | -------------------- | -------------------- | -------------------- | -------------------- | -------------------- | -------------------- | -------------------- | -------------------- |
| Джерело:                |                      |                      |                      |                      |                      |                      |                      |                      |                      |                      |                      |                      |                      |

## Демографія
Згідно з переписом 2010 року в місті мешкало 74 066 осіб у 31 957 домогосподарствах у складі 17 515 родин. Густота населення становила 2330 осіб/км². Було 33881 помешкання (1066/км²).
Расовий склад населення:
| - 56,0 % — білих - 26,0 % — азіатів - 2,2 % — чорних або афроамериканців - 0,5 % — вихідців з тихоокеанських островів - 0,5 % — корінних американців - 9,8 % — осіб інших рас |

До двох чи більше рас належало 5,1 %. Частка іспаномовних становила 21,7 % від усіх жителів.
За віковим діапазоном населення розподілялося таким чином: 19,7 % — особи молодші 18 років, 69,7 % — особи у віці 18—64 років, 10,6 % — особи у віці 65 років та старші. Медіана віку мешканця становила 35,9 року. На 100 осіб жіночої статі у місті припадало 103,6 чоловіків; на 100 жінок у віці від 18 років та старших — 103,5 чоловіків також старших 18 років.
Середній дохід на одне домашнє господарство  становив 136 812 долари США (медіана — 103 488), а середній дохід на одну сім'ю — 161 639 доларів (медіана — 124 398). Медіана доходів становила 103 217 доларів для чоловіків та 76 440 доларів для жінок. За межею бідності перебувало 7,8 % осіб, у тому числі 8,9 % дітей у віці до 18 років та 11,2 % осіб у віці 65 років та старших.
Цивільне працевлаштоване населення становило 44 221 осіб. Основні галузі зайнятості: науковці, спеціалісти, менеджери — 24,0 %, освіта, охорона здоров'я та соціальна допомога — 18,3 %, виробництво — 15,8 %.

## Транспорт

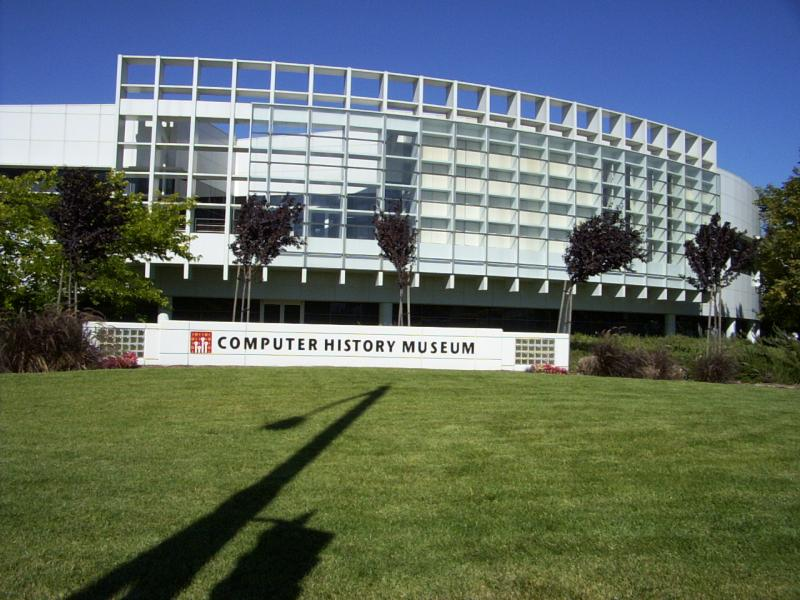
Музей історії комп'ютера в місті Маунтін-В'ю

У місті знаходиться північна кінцева станція Зеленої лінії швидкісного трамваю Сан-Хосе, лінії якого обслуговують округ Санта-Клара.

## Економіка
У Маунтін-В'ю розташовані головні офіси декількох великих компаній, як от Google, Mozilla Foundation, Coursera, та філії Microsoft, Intuit, SGI, Symantec, VeriSign, Red Hat, Opera Software тощо.

### Найбільші роботодавці
Згідно даних щорічного звіту міста за 2017 рік, найбільшими роботодавцями були (Топ-10):
| #  | Підприємство                              | Кількість робітників |
| -- | ----------------------------------------- | -------------------- |
| 1  | Google                                    | 23 324               |
| 2  | Symantec                                  | 2 789                |
| 3  | El Camino Hospital                        | 2 500                |
| 4  | Synopsys                                  | 2 377                |
| 5  | Intuit                                    | 2 370                |
| 6  | Microsoft (підрозділи: Powerpoint та MSN) | 1 200                |
| 7  | LinkedIn                                  | 1 177                |
| 8  | Samsung Research America Inc              | 1 100                |
| 9  | Pure Storage                              | 950                  |
| 10 | Veritas Technologies                      | 801                  |

## Міста-побратими
- Японія Івата (яп. 磐田市)
- Бельгія Гасселт (нід. Hasselt)